# Adolphe Gaiffe
Pour les articles homonymes, voir Gaiffe.
Adolphe Ernest Gaiffe, né le 7 juin 1830 à Mulhouse et mort le 27 octobre 1903 à Paris, est un journaliste et homme d'affaires français.

## Biographie
Fils de Jean Nicolas Gaiffe, militaire, et de Judith Louise Schreiber, Adolphe Gaiffe commence une carrière de journaliste politique peu après la révolution de 1848. Il entre à L’Événement, embauché par les fils de Victor Hugo, et se fait connaître par son style fleuri et sa tenue vestimentaire très soignée. Théophile Gautier le qualifie de « plus beau des enfants des hommes », Théodore de Banville lui dédie des poèmes et même les frères Goncourt s'inclinent devant son talent.
Durant les années 1850, il entre à La Presse. Il se rapproche du financier et homme de presse Félix Solar et du peintre Édouard Delessert, mais connaît quelques déboires financiers vers 1860 peu avant le procès de Jules Mirès. Il semble qu'il ait également monté une affaire de production d'appareils photographiques.
En juillet 1888, il est fait chevalier de la Légion d'honneur.
Il est mort à son domicile avenue d'Eylau, laissant deux fils, Jean et Daniel, qu'il avait eu avec Marie-Eugénie Renon après son mariage en 1865.
Il possédait le château d'Oron que son fils Daniel revendra en 1936 à l'Association pour la Conservation du Château d'Oron, qui gère depuis le domaine ainsi que les biens qu'il comprend, en particulier une bibliothèque de 18 000 volumes. Le site est ouvert au public.